# Copa SheBelieves 2024
La Copa SheBelieves 2024, denominada Copa SheBelieves 2024 presentada por Visa por razones de patrocinio, fue la novena edición de este torneo amistoso de fútbol femenino.
El torneo se llevó a cabo en Estados Unidos del 6 al 9 de abril de 2024 y conto con los participantes de Canadá, Estados Unidos, Brasil y Japón.
Estados Unidos emergió como campeón, su quinta victoria consecutiva en la Copa SheBelieves y séptima en total, venciendo al segundo lugar, Canadá, en una tanda de penales de siete rondas después de un empate 2-2 en el tiempo reglamentario. Brasil ganó el partido por el tercer lugar en una tanda de penales después de un empate 1-1, mientras que Japón terminó cuarto.

## Formato
Debido al cambio de fecha y calendario de la Copa Oro de la CONCACAF, el formato de este torneo fue diferente al de años anteriores. Los cuatro equipos invitados jugaron en un formato de cuatro partidos que consistió en dos semifinales seguidas de un partido por el tercer lugar y una final.. Cada partido duró los 90 minutos habituales, seguidos inmediatamente por una tanda de penales en caso de empate.

## Sedes
La USSF instaló césped en el estadio Mercedes-Benz , que albergó las semifinales y también se utilizará para la Copa Mundial de Fútbol de 2026 partido por el tercer lugar y la final se llevaron a cabo en el Lower.com Field.
| Atlanta, Georgia      | Columbus, Ohio    |
| --------------------- | ----------------- |
| Mercedes-Benz Stadium | Lower.com Field   |
| Capacidad: 42,500     | Capacidad: 20,371 |
|                       |                   |
| Atlanta Columbus      |                   |

## Equipos
| Equipo         | FIFA Rankings (marzo de 2024) |
| -------------- | ----------------------------- |
| Estados Unidos | 4                             |
| Japón          | 11                            |
| Canadá         | 9                             |
| Brasil         | 10                            |

## Resultados
Todas las horas son locales (UTC−4)

### Semifinales
| 6 de abril de 2024, 12:30 | Estados Unidos                | 2:1 (1:1) | Japón      | Mercedes-Benz Stadium, Atlanta, Georgia                  |                                                          |
|                           | - Shaw 21' - Horan 77' (pen.) | Reporte   | - 1' Seike | Asistencia: 50,644 espectadores Árbitra: Myriam Marcotte | Asistencia: 50,644 espectadores Árbitra: Myriam Marcotte |

| 6 de abril de 2024, 15:30 | Canadá                                       | 1:1 (0:1) (4:2 p.)         | Brasil                                   | Mercedes-Benz Stadium, Atlanta, Georgia             |                                                     |
|                           | - Gilles 77'                                 | Reporte                    | - 22' (pen.) Tarciane                    | Asistencia: 50,644 espectadores Árbitra: Tori Penso | Asistencia: 50,644 espectadores Árbitra: Tori Penso |
|                           |                                              | Tiros desde el punto penal |                                          |                                                     |                                                     |
|                           | - Lawrence - Leon - J. Rose - Awujo - Grosso |                            | - Marta - Cristiane - Antônia - Tarciane |                                                     |                                                     |

### Tercer puesto
| 9 de abril de 2024, 16:00 | Japón                       | 1:1 (1:0) (0:3 p.)         | Brasil                            | Lower.com Field,, Columbus, Ohio                         |                                                          |
|                           | - Tanaka 35'                | Reporte                    | - 71' Cristiane                   | Asistencia: 12.001 espectadores Árbitra: Danielle Chesky | Asistencia: 12.001 espectadores Árbitra: Danielle Chesky |
|                           |                             | Tiros desde el punto penal |                                   |                                                          |                                                          |
|                           | - Seike - Nagano - Hasegawa |                            | - Cristiane - Tarciane - Angelina |                                                          |                                                          |

### Final
| 9 de abril de 2024, 19:00 | Estados Unidos                                                 | 2:2 (0:1) (5:4 p.)         | Canadá                                                           | Lower.com Field,, Columbus, Ohio                        |                                                         |
|                           | - Smith 50', 68'                                               | Reporte                    | - 40', 86' (pen.) Leon                                           | Asistencia: 19.049 espectadores Árbitra: Crystal Sobers | Asistencia: 19.049 espectadores Árbitra: Crystal Sobers |
|                           |                                                                | Tiros desde el punto penal |                                                                  |                                                         |                                                         |
|                           | - Rodman - Smith - Naeher - Horan - Sonnett - Dahlkemper - Fox |                            | - Fleming - Leon - J. Rose - Lacasse - Grosso - Lawrence - Viens |                                                         |                                                         |

|                                   |
| Bandera de Estados Unidos         |
| Campeón Estados Unidos 7.º título |

## Goleadoras
2 goles
- Adriana Leon
- Sophia Smith

1 goles
- Cristiane
- Tarciane
- Vanessa Gilles
- Kiko Seike
- Mina Tanaka
- Lindsey Horan
- Jaedyn Shaw